# スパーク・ルノー・SRT 01E
スパーク-ルノー SRT 01E は、フォーミュラEによる2014‐15年度フォーミュラEシリーズのために設計された電動フォーミュラレースカーである。
スパーク・レーシング・テクノロジーズとマクラーレン・エレクトロニック・システムズとウィリアムズ・アドバンスド・エンジニアリングとダラーラとルノーの共同開発の成果である。

## 開発

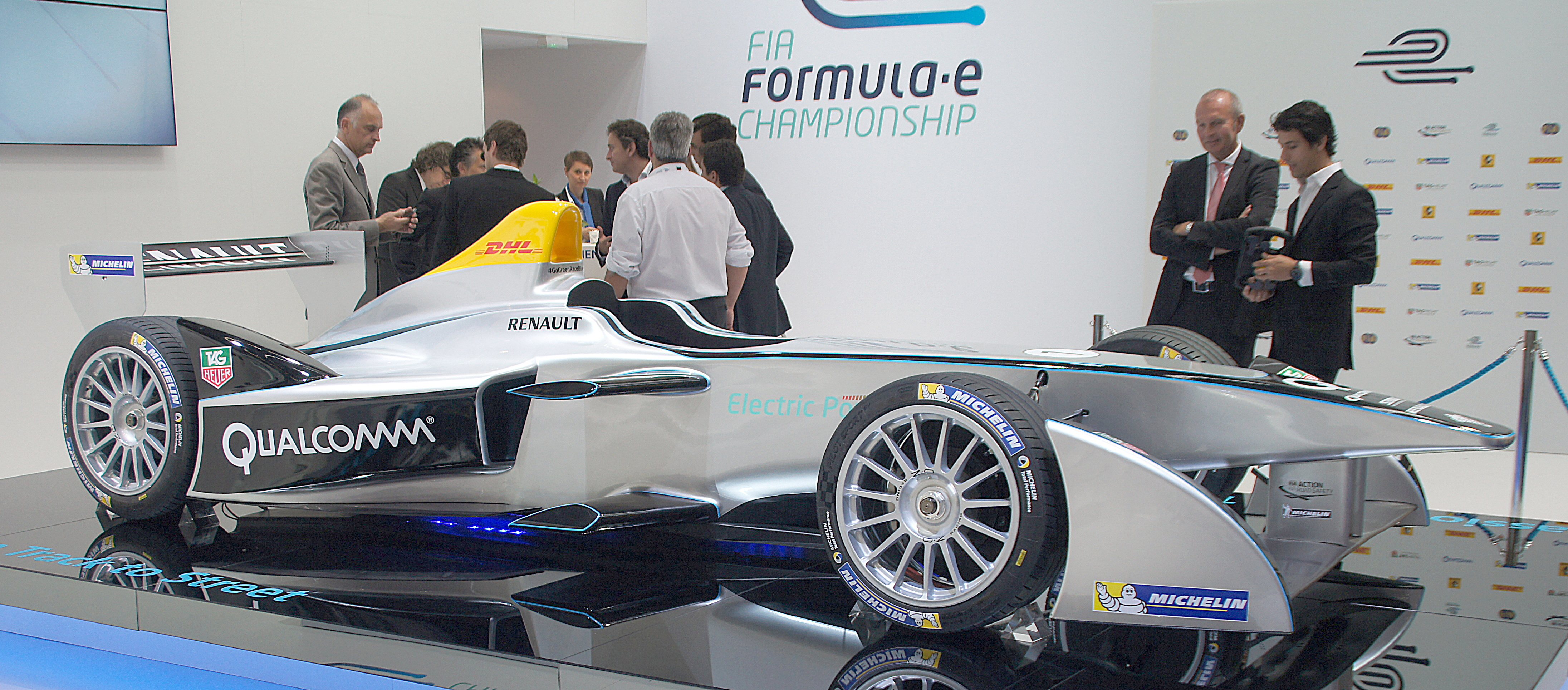
フランクフルトモーターショーで公開後のスパーク ルノー SRT_01 E: Lucas di Grassi (右端でハンドルを握っている人物) と Alejandro Agag (左から6人目)達

車両の開発は2012年9月に開始した。ルーカス・ディ・グラッシが公式試験ドライバーを務め、試作車であるフォーミュレック EF01 (2010年製造)の実演走行した。フォーミュレック EF01 はシャーシをメルセデスGPが製造して電動機はシーメンスが製造した。車両は公式プロモーションビデオと開催都市での実演に使用された。
2012年11月1日、マクラーレン・エレクトロニック・システムズは電動機、変速機、電子機器をフォーミュラEに供給すると発表した。フォーミュラE 機構は42台をスパーク レーシング テクノロジーズに発注した。この発注のためにスパークはフォーミュラカーの著名な製造会社であるダラーラと協力した。
ミシュランは2013年3月28日にタイヤを独占供給すると発表した。2013年5月15日、ルノーはスパークレーシングテクノロジーズと技術協力すると発表した。ルノーのルノー Z.E. (無公害車) とフォーミュラ 1での経験はフォーミュラEに盛り込まれる予定である。同日、フォーミュラEはスパーク-ルノー SRT 01Eの設計を公開した。
蓄電池の設計はウィリアムズF1を擁するウィリアムズグループのウィリアムズ・アドバンスド・エンジニアリングが担当した。
2013年9月10日にフランクフルトモーターショーでスパーク-ルノーSRT 01E はFIA 会長のジャン・トッドとフォーミュラE ホールディングス CEO Alejandro Agagによって公開された。
2014年7月3日、最初の公式練習がイングランドのドニントン・パークで実施された。8月21日頃に練習が終了するまで各チームは4台の車両で累計1222周走行した。

## 技術

### RESS
スパーク-ルノー SRT 01Eは再生充電可能なエネルギー貯蔵装置 (Rechargeable Energy Storage System，RESS)を備える。ISCのAppendix J の記事 251 3.1.7によるとRESSは完全なエネルギーの貯蔵装置であるとされる。(例フライホイール、電気二重層キャパシタや充電池) RESSの設計は自由だがFIAによって規定を満たさなければならない。RESSの一部は充電池で充電管理装置を備え、これらはウィリアムズ・アドバンスト・エンジニアリングによって供給される。

### 電動機
電動機はマクラーレン・エレクトリック・テクノロジーズ製である。電動機の重量は26kg で最大出力は270bhp で瞬間的なトルクは140Nm である。電動機は元はマクラーレン・P1公道用自動車用に開発された。

### 充電
規定によるとフォーミュラEの自動車はレース中とレースの週末中の規定の時間に充電するように定められる。Drayson Racing と技術協力者であるクアルコムHALO は非接触誘導充電法を開発中である。非接触誘導式車両充電(WEVC)システムは車両に充電する為に駐車位置の下に充電コイルを使用して充電する。このシステムはローラ・B08/60を改造した、ドレイソン B12/69EV電気自動車で試験された。

### タイヤ
車両は直径18インチのタイヤを備える予定である。FIAフォーミュラE世界選手権では路面状況に応じてウェットとドライ用のタイヤを切り替えることが可能である。ミシュランにより独占供給される事により、1種類のコンパウンドのみ入手可能なのでフォーミュラ1のようにハードやソフトの選択肢は(現時点においては)存在しない。タイヤは週末のレース期間中は交換せず使用する予定である。

## 技術仕様

### 設計
- 追い越しを容易にする為に空気力学的に最適化された
- 都心の道路状態に応じてサスペンションの設定範囲が広い
- 費用対効果に優れる
- FIA安全基準に適合

### 技術
- 最新技術の使用
- 性能と費用効果を出来るだけ両立
- 複合材を多用するが最も高価な炭素繊維は限定的に使用

### 寸法
- 全長: 5,000 mm (197 in) (最大)
- 全幅: 1,800 mm (71 in) (最大)
- 全高: 1,250 mm (49 in) (最大)
- 車輪幅: 1,300 mm (51 in) (最小)
- 乗車高: 75 mm (3 in) (最大)
- 全重量 (運転者含む): 888 kg (1,958 lb) (最小) // 蓄電池単体では320 kg (705 lb)

### 出力
- 最大出力 (制限される): 200 kW (268 hp), トルクは約230 N⋅m (170 ft⋅lbf) (推測値)[18]
- レースモード (出力を節約): 150 kW (201 hp)
- 追い越し時: 追加で30 kW (40 hp)

最大出力は予選と練習中に使用でき、レース中では出力制限モードで'追い越す時に'限られた時間だけ利用出来る。
RESSによるMotor Generator Unit（MGU）へのエネルギーの供給量は30kWhまでに制限される。これはFIAによって監視予定。

### 性能
- 加速: 0–100 km/h (0–62 mph) 3秒 - 推測値
- 最大速度: 225 km/h (140 mph) (FIA による制限)

最終的な性能は現時点において尚、暫定的である

### 動力
- マクラーレン製のMGU
- 最大2基のMGU
- MGUは後輪のみに伝達する
- トラクション制御の使用は禁止

### 充電池
- 充電池は容量が28 kWhのRESSと電動機のための電力回路で構成される。電力回路に接続されたどの車載蓄電池も車両の走行用充電池に内蔵されると考えられる。

### 充電可能エネルギー保存装置
- RESSは電動機で車両を推進するために設計された。以下の仕様に適合する。
  - FIA 基準
  - 蓄電池の最大重量/またはRESSの蓄電器の重量は200kgを超えてはならない
  - すべての蓄電池はUN 輸送基準に最低限適合すること

### 車体
ダラーラ製の車両の諸元:
- 車体 / 生存空間 - 炭素/アルミニウム ハニカム構造体
- 前部と後部ウイング - 炭素構造体と空気力学的形状
- 車体構造 - 炭素繊維 - ケブラー ハニカム構造体

### 変速機
- ヒューランド パドルシフト式シーケンシャルギアボックス
- 経費削減のため固体歯車比

### 制動装置
- 同じペダルで制御される分離された2系統の油圧装置を基準とする
- ブレーキの素材は自由に選択可
- ブレーキキャリパー; それぞれのキャリパーピストンは円形でなければならない

キャリパーの筺体はアルミ合金製でなければならない。

### 車輪とタイヤ
- Bespoke 18" ウェットとドライの両方の路面状態に応じた溝付きミシュランタイヤ
- 世界選手権仕様の車輪の寸法
- O.Z. レーシング マグネシウム 車輪 最大幅 - 前輪 260 mm (10 in) / 後輪 305 mm (12 in). 最大直径 - 前輪 650 mm (26 in) / 後輪 690 mm (27 in)

### 電子機器
- マクラーレン エレクトロニクス ECU/GCU データ記録装置を含む
- 電力供給管理装置
- CAN データ収集装置を暫定的に装備
- FIA マーシャリング装置
- ビーコン受信機
- テレメトリーは不許可

### 懸架機構
- 鋼製のダブルウィッシュボーン、プッシュロッド式、2本の緩衝装置とトーションバー式懸架装置(前部)とばね式懸架装置(後部)
- 高さ、キャンバー、トゥの調整可能
- 2重式 (前部) / 4重式 (後部) 調整可能な Koni 緩衝装置
- 調整可能なアンチロールバー (前/後)

### 操舵装置
- 補助装置の無いラックとピニオン操舵装置 (パワー補助を指向する)
- ハンドルはダッシュボードに備えられ変速とクラッチパドルの表示

### 安全性
- FIA 完全基準に適合する: 前部、側面、後部とステアリングコラムの衝撃試験
- 前後のロールフープ、衝撃構造とモノコック試験
- 生存空間保護パネル
- 車輪巻き上げ策
- 消火装置 (電気式)

### カメラ装置
- ロールバー上、ノーズコーンと顔撮影用カメラが暫定的に装備[19]。